# Tjusts domsagas tingslag
Tjusts domsagas tingslag, före 1936 benämnd Norra och Södra Tjusts härads domsagas tingslag, var ett tingslag i Kalmar län i Tjusts domsaga. Det bildades 1680 och upplöstes 1 januari 1969 då dess verksamhet överfördes till Västerviks domsagas tingslag. Tingsplats var till 1959 Gamleby, därefter Västervik.

## Ingående områden
Tingslaget omfattade Norra Tjusts härad och Södra Tjusts härad.
I perioden 1865 till 1874 var tingslaget uppdelat på två Norra Tjusts tingslag och Södra Tjusts tingslag för respektive härad och med gemensam tingsplats.